# Juan Manuel Moreno
Juan Manuel Moreno Bonilla, né le 1er mai 1970 à Barcelone, est un homme politique espagnol membre du Parti populaire (PP).
Il est sénateur aux Cortes Generales pour l'Andalousie entre juillet 2015 et septembre 2017 et président de la Junte d'Andalousie depuis le 18 janvier 2019.

## Biographie

### Vie privée
Il est marié et père de trois enfants.

### Formation
Il est titulaire d'une licence en psychologie.

### Vie politique
Il est conseiller municipal de Malaga entre 1995 et 1999 lors du mandat de maire de Celia Villalobos. Il cumule ce mandat local avec celui de député au Parlement d'Andalousie de 1996 à 2000.
Entre 2000 et 2004, il est député pour la Cantabrie au Congrès des députés. En 2007, il est élu député pour Malaga et le reste jusqu'en 2011 où il est nommé secrétaire d'État chargé des Services sociaux et de l'Égalité. En 2014, il quitte son portefeuille après avoir été élu à la présidence du PP andalou et désigné candidat à la présidence de la Junte d'Andalousie. Cependant, le score obtenu par le PP lors des élections régionales de mars 2015 ne lui permet pas de prétendre à la présidence autonomique.
Le 1er juillet 2015, il est désigné sénateur par la Xe législature du Parlement d'Andalousie. Il démissionne le 27 septembre 2017 dans le but de se consacrer pleinement à son rôle de chef de l'opposition régionale et désigne Toni Martín pour le remplacer au Sénat.

### Président de la Junte d'Andalousie
Les élections andalouses anticipées du 2 décembre 2018 sont marquées par la défaite du Parti socialiste ouvrier espagnol d'Andalousie (PSOE-A) et par la percée du parti Vox. Les négociations avec Ciudadanos et Vox lui donnent l'assurance de former le nouveau gouvernement andalou. Le 16 janvier 2019, il est élu président de la Junte d'Andalousie par le Parlement de la communauté autonome en obtenant 59 voix contre 50. Après sa nomination officielle par le roi d'Espagne, il entre en fonction le 18 janvier.
Le 25 avril 2022, il annonce la dissolution du Parlement andalou et la convocation des élections anticipées pour le 19 juin suivant. Il remporte une majorité absolue de 58 sièges, ce qui lui permet d'être réélu président de la Junte le 21 juillet suivant et de former son deuxième gouvernement le 26 juillet.
Le 19 septembre 2022, Juan Manuel Moreno annonce la suppression en Andalousie de l'impôt sur le patrimoine, lequel portait sur les biens immobiliers ou financiers d'une valeur supérieure à 700 000 euros. D'après lui, l'Andalousie deviendra ainsi la « deuxième région avec le moins d'impôts d’Espagne, derrière Madrid » et « cela attirera l'investissement et incitera des personnes à établir leur résidence fiscale en Andalousie ». Le gouvernement espagnol a en revanche critiqué cette concurrence fiscale pratiquée par certaines régions, jugeant qu'elle portait atteinte à l'équilibre entre les territoires.